# Övertorneå
Övertorneå este un oraș în Suedia.

## Demografie
| \| Evoluția demografică a zonei urbane Övertorneå, 1970–2015 \| Evoluția demografică a zonei urbane Övertorneå, 1970–2015 \| Evoluția demografică a zonei urbane Övertorneå, 1970–2015 \| Evoluția demografică a zonei urbane Övertorneå, 1970–2015 \| Evoluția demografică a zonei urbane Övertorneå, 1970–2015 \| \| --------------------------------------------------------------------------------------- \| --------------------------------------------------------- \| --------------------------------------------------------- \| --------------------------------------------------------- \| --------------------------------------------------------- \| \| An \| \| \| Locuitori \| \| \| 1970 \| 1970 \| \| 1.674 \| 1.674 \| \| 1975 \| 1975 \| \| 1.700 \| 1.700 \| \| 1980 \| 1980 \| \| 2.039 \| 2.039 \| \| 1990 \| 1990 \| \| 2.132 \| 2.132 \| \| 1995 \| 1995 \| \| 2.179 \| 2.179 \| \| 2000 \| 2000 \| \| 2.006 \| 2.006 \| \| 2005 \| 2005 \| \| 1.965 \| 1.965 \| \| 2010 \| 2010 \| \| 1.917 \| 1.917 \| \| 2015 \| 2015 \| \| 1.906 \| 1.906 \| \| Sursa: SCB - Statistika Centralbyrån, Folkmängden per tätort. Vart femte år 1960 - 2016 \| \| \| \| \| |      |  |           |       |
| Evoluția demografică a zonei urbane Övertorneå, 1970–2015 |      |  |           |       |
| An |      |  | Locuitori |       |
| 1970 | 1970 |  | 1.674     | 1.674 |
| 1975 | 1975 |  | 1.700     | 1.700 |
| 1980 | 1980 |  | 2.039     | 2.039 |
| 1990 | 1990 |  | 2.132     | 2.132 |
| 1995 | 1995 |  | 2.179     | 2.179 |
| 2000 | 2000 |  | 2.006     | 2.006 |
| 2005 | 2005 |  | 1.965     | 1.965 |
| 2010 | 2010 |  | 1.917     | 1.917 |
| 2015 | 2015 |  | 1.906     | 1.906 |
| Sursa: SCB - Statistika Centralbyrån, Folkmängden per tätort. Vart femte år 1960 - 2016 |      |  |           |       |